# 里夏德·瓦尔
里夏德·瓦尔（德語：Richard Wahl，1906年12月4日—1982年11月1日），德国男子击剑运动员。他曾代表德国参加1936年夏季奥林匹克运动会击剑比赛，获得男子团体佩剑铜牌。